# Anna Januszajtis
Anna Januszajtis (ur. 22 listopada 1909 w Częstochowie, zm. 28 kwietnia 1970 w Londynie) – polska działaczka emigracyjna.

## Życiorys
Urodziła się 22 listopada 1909 w Częstochowie. Jej starszym bratem był Marian Januszajtis-Żegota. Podczas II wojny światowej była więziona w sowieckich łagrach.
Po wojnie przebywała na emigracji w Wielkiej Brytanii. Przez wiele lat była przewodniczącą Zjednoczenia Polek na Emigracji. Działając w tej organizacji w 1961 założyła periodyk „Głos Kobiet”. Zasiadała w zarządzie Zjednoczenia Polskiego w Wielkiej Brytanii.
Zmarła 28 kwietnia 1970 w Londynie. Została pochowana na tamtejszym Cmentarzu Gunnersbury.